# Melting
Melting es el segundo EP de la cantante surcoreana Hyuna. Fue publicado el 21 de octubre de 2012, junto al sencillo «Ice Cream». La fecha original del lanzamiento fue planeada para el 22 de octubre de 2012, pero debido a una filtración se publicó un día antes por Cube Entertainment.

## Antecedentes y lanzamiento
El 9 de octubre de 2012, fue revelado que Hyuna haría un regreso como artista en solitario el 17 de octubre con su nuevo sencillo «Ice Cream» de su segundo EP, Melting. El 13 de octubre, ella pospuso la publicación del miniálbum para agregar el videoclip de «Ice Cream». El 17 de octubre, fue reportado que la canción del EP, «Very Hot», se prohibió en las cadenas de televisión KBS y MBC debido a los derechos de autor de la letra contenía una referencia de la marca KakaoTalk. El álbum se filtró sin permiso días antes de la fecha original que era el 22 de octubre de 2012, eso incitó a Cube Entertainment a publicar el álbum un día antes de la fecha planeada.
El EP abre con «Don't Fall Apart» (también traducida como «Straight Up»), una canción de hip-hop escrita y compuesta por Beatamin y contiene elementos de banda de marcha. El sencillo principal, «Ice Cream», es una canción de hip-hop y pop escrita y compuesta por Brave Brothers y Elephant Kingdom. Maboos del grupo de hip-hop Electroboys, hizo una aparición en la canción. La tercera canción, «Unripe Apple», es una colaboración entre Hyuna y el rapero Ilhoon de BtoB, quien contribuyó como letrista. «To My Boyfriend» es una balada coescrita por Hyuna con Son Young Jin y Im Sang Hyuck, quienes también son los compositores de la canción El último tema, «Very Hot», fue escrita y compuesta por Hyuna y su mejor amigo  Kim Lee Won. Shinsadong Tiger, el compositor de su EP debut Bubble Pop! (2011), también participó en la composición de la canción.

## Promoción y recepción
El videoclip de «Ice Cream» fue publicado el 22 de octubre de 2012. El vídeo contó con una aparición corta del cantante PSY. Cuatro días después de su publicación, el vídeo musical obtuvo 10 millones de visitas en YouTube, rompiendo el récord del vídeo musical de K-pop más visto de YouTube en esa cantidad de días, logrando superar al «Gangnam Style» de PSY, el cual tuvo que esperar 15 días para obtener el mismo número de visitas.  El vídeo muestra burbujas, un hombre tatuado y un helado. Hubo una discusión sobre si el vídeo debería tener una calificación de +19.
Hyuna interpretó «Ice Cream» y las versiones cortas de «Don't Fall Apart» y «Unripe Apple» en programas musicales, comenzado el 25 de octubre de 2012 en M! Countdown, Music Bank, Show! Music Core e Inkigayo.
Melting se ubicó en el quinto puesto de Gaon Weekly Albums Chart. «Ice Cream» se posicionó en el sexto lugar de Korea K-Pop Hot 100 de Billboard y en el primer puesto en Gaon Weekly Digital Charts.

## Lista de canciones
| Melting |                                             |                                         |                                      |          |  |
| N.º     | Título                                      | Letras                                  | Música                               | Duración |  |
| 1.      | «Don't Fall Apart» (hangul: 흐트러지지 마)  | Beatamin                                | Beatamin                             | 2:54     |  |
| 2.      | «Ice Cream»                                 | Brave Brothers                          | Brave Brothers, Elephant Kingdom     | 3:16     |  |
| 3.      | «Unripe Apple» (풋사과; con Ilhoon de BtoB) | Seo Yong Bae, Seo Jae Woo, Jung Il Hoon | Seo Yong Bae, Seo Jae Woo            | 3:17     |  |
| 4.      | «To My Boyfriend» (내 남자친구에게)         | Hyuna, Son Young Jin, Im Sang Hyuk      | Son Yong Jin, Im San Hyuk            | 3:44     |  |
| 5.      | «Very Hot»                                  | Hyuna, Kim Lee Won                      | Hyuna, Kim Lee Won, Shinsadong Tiger | 3:42     |  |
| 16:53   |                                             |                                         |                                      |          |  |

## Posicionamiento en listas
| Lista (2012)               | Mejor posición |
| -------------------------- | -------------- |
| Gaon Weekly albums chart   | 5              |
| Gaon Monthly albums chart  | 11             |
| Oricon Weekly albums chart | 158            |

### Ventas y certificaciones
| Lista                 | Cantidad | Ref           |
| --------------------- | -------- | ------------- |
| Gaon ventas físicas   | 12 297   | [ 16 ] [ 17 ] |
| Oricon ventas físicas | 1337     |               |

## Historial de lanzamiento
| País           | Fecha                 | Formato          | Discográfica       |
| -------------- | --------------------- | ---------------- | ------------------ |
| Corea del Sur  | 21 de octubre de 2012 | Descarga digital | Cube Entertainment |
| Corea del Sur  | 22 de octubre de 2012 | CD               | Cube Entertainment |
| Estados Unidos | 23 de octubre de 2012 | Descarga digital | Cube Entertainment |